# Бронхорея
Бронхорея (новолат. bronchorrhoea; бронх + греч. rhoia течение, истечение) — обильное выделение мокроты при кашле. Наблюдается при хроническом бронхите с гиперсекрецией желез бронхов, туберкулезе, раке легких, отравлениях фосфорорганическими соединениями и некоторыми другими ядами.

## Лечение
- Кортикостероиды
- Индометацин
- Ацетилцистеин
- Бромгексин
- При отравлениях фосфорорганическими ядами — атропин, дипироксим, диэтиксим (в комплексной терапии)